# Semiothisa percnoptera
Semiothisa percnoptera là một loài bướm đêm trong họ Geometridae.